# Svemirski centar Džonson
Džonsonov svemirski centar (engl. The Lyndon B. Johnson Space Center, JSC) je centar američke svemirske agencije NASA za letove čoveka u svemir. Lociran na jugoistoku Hjustona u Teksasu, preciznije u Klir Lejku (Clear Lake) i ima oko 100 građevina u svom sklopu. Izgrađen je 1963. godine na zemljištu poklonjenom od strane Rajs Univerziteta (Rice University). U sadašnje ime preimenovan je 1973. godine, u čast Lindona Džonsona, bivšeg američkog predsednika. JSC je mesto kontrolne stanice koja vrši kontrolu svih letova američkih astronauta u svemir. Nadzirao je sve Spejs šatl misije dok nisu ukinute 2011. godine, kao i letove i boravke američkih astronauta na Međunardnoj svemirskoj stanici. Odatle su rukovođene i sve istorijske misije u okviru Džemini i Apolo projekata.
NASA JSC centar takođe vrši obuku i osposobljavanje budućih astronauta u Sonny Carter Training Facility, koja uključuje brojna postrojenja za fizičku, psihosocijalnu i laboratorijsku kontrolu.
U JSC se obavljaju i sva naučna i medicinska istraživanja vezana za letove u svemir. Ukupno je u JSC zaposleno oko 3000 ljudi.

## Spoljašnje veze
- Џонсонов свемирски центар, званични сајт
- НАСА почетна страна